# Фторид циркония(IV)
Фторид циркония(IV) — неорганическое соединение, соль металла циркония и плавиковой кислоты с формулой ZrF4, бесцветные кристаллы, растворяется в воде, образует кристаллогидраты.

## Получение
- Реакция фтора и порошкообразного циркония:

{\displaystyle {\mathsf {Zr+2F_{2}\ {\xrightarrow {200-400^{o}C}}\ ZrF_{4}}}}
- Растворение циркония в плавиковой кислоте:

{\displaystyle {\mathsf {Zr+4HF\ {\xrightarrow {}}\ ZrF_{4}+2H_{2}}}}
- Действие хлористого водорода на смесь циркония с фторидом кальция:

{\displaystyle {\mathsf {Zr+2CaF_{2}+4HCl\ {\xrightarrow {}}\ ZrF_{4}+2CaCl_{2}+2H_{2}}}}
- Разложение при нагревании гексафтороцирконата аммония:

{\displaystyle {\mathsf {(NH_{4})_{2}[ZrF_{6}]\ {\xrightarrow {}}\ ZrF_{4}+2NH_{3}+2HF}}}
- Растворение хлорида циркония(IV) в избытке концентрированной плавиковой кислоте:

{\displaystyle {\mathsf {ZrCl_{4}+4HF\ {\xrightarrow {}}\ ZrF_{4}+4HCl}}}

## Физические свойства
Фторид циркония(IV) образует бесцветные кристаллы нескольких кристаллических модификаций:
- α-ZrF4, моноклинная сингония, пространственная группа I 2/c, параметры ячейки a = 0,957 нм, b = 0,993 нм, c = 0,773 нм, β = 94,47°, Z = 12, d = 4,55 г/см³, существует при температуре до 690°С.
- β-ZrF4, тетрагональная сингония, параметры ячейки a = 0,7896 нм, c = 0,7724 нм, d = 4,61 г/см³, существует при температуре выше 690°С.

Растворяется в воде, образует кристаллогидраты ZrF4•H2O и ZrF4•3H2O.
Хорошо растворяется в плавиковой кислоте с образованием фторциркониевых кислот H[ZrF5]•nH2O и H2[ZrF6]•nH2O.

## Химические свойства
- Безводную соль получают сушкой кристаллогидрата в вакууме:

{\displaystyle {\mathsf {ZrF_{4}\cdot 3H_{2}O\ {\xrightarrow {80-100^{o}C,vacuum}}\ ZrF_{4}+3H_{2}O}}}
- Реагирует с горячей водой:

{\displaystyle {\mathsf {ZrF_{4}+3H_{2}O\ {\xrightarrow {50^{o}C}}\ ZrOF_{2}\cdot 2H_{2}O\downarrow +2HF}}}
- Разлагается концентрированной серной кислотой:

{\displaystyle {\mathsf {ZrF_{4}+2H_{2}SO_{4}+H_{2}O\ {\xrightarrow {50^{o}C}}\ H_{2}[ZrO(SO_{4})_{2}]+4HF\uparrow }}}
- Реагирует с щелочами:

{\displaystyle {\mathsf {ZrF_{4}+4NaOH\ {\xrightarrow {}}\ ZrO(OH)_{2}\downarrow +4NaF+H_{2}O}}}
- С плавиковой кислотой образует гексафтороциркониевые кислоты:

{\displaystyle {\mathsf {ZrF_{4}+HF\ {\xrightarrow {}}\ H[ZrF_{5}]}}}
{\displaystyle {\mathsf {ZrF_{4}+2HF\ {\xrightarrow {}}\ H_{2}[ZrF_{6}]}}}
{\displaystyle {\mathsf {ZrF_{4}+H_{2}O\ {\xrightarrow {}}\ H_{2}[ZrOF_{4}]}}}
- С растворами фторидов щелочных металлов образует гексафтороцирконаты:

{\displaystyle {\mathsf {ZrF_{4}+2NaF\ {\xrightarrow {}}\ Na_{2}[ZrF_{6}]}}}